# Élections cantonales de 1992 dans l'Aisne
 (décembre 2016).
Si vous disposez d'ouvrages ou d'articles de référence ou si vous connaissez des sites web de qualité traitant du thème abordé ici, merci de compléter l'article en donnant les références utiles à sa vérifiabilité et en les liant à la section « Notes et références ».
Les élections cantonales ont eu lieu les 22 et 29 mars 1992.
Lors de ces élections, 21 des 42 cantons de l'Aisne ont été renouvelés. Elles ont vu la reconduction de la majorité UDF dirigée par Paul Girod, président du conseil général depuis 1988.

## Résultats à l’échelle du département
Répartition départementale des résultats (2e tour).
- EXG (7,08 %)
- PCF (5,51 %)
- PS (27,73 %)
- PS (5,28 %)
- Verts (0,69 %)
- RPR (10,39 %)
- UDF (26,36 %)
- DVD (16,97 %)

| Étiquette      | Étiquette                          | Premier tour | Premier tour | Second tour | Second tour | Sièges |
| Étiquette      | Étiquette                          | Voix         | %            | Voix        | %           | Sièges |
| -------------- | ---------------------------------- | ------------ | ------------ | ----------- | ----------- | ------ |
|                | Parti socialiste                   | 25 607       | 20,92        | 25 226      | 27,73       | 5      |
|                | Les Verts                          | 10 427       | 8,52         | 629         | 0,69        | 0      |
|                | Parti socialiste                   | 9 414        | 7,69         | 4 803       | 5,28        | 2      |
|                | Parti communiste français          | 9 158        | 7,48         | 5 009       | 5,51        | 0      |
|                | Extrême gauche                     | 6 031        | 4,93         | 6 438       | 7,08        | 2      |
| Gauche         | Gauche                             | 60 637       | 49,54        | 42 105      | 46,29       | 9      |
|                |                                    |              |              |             |             |        |
|                | Divers droite                      | 18 991       | 15,52        | 15 438      | 16,97       | 4      |
|                | Union pour la démocratie française | 18 012       | 14,72        | 23 985      | 26,36       | 4      |
|                | Front national                     | 12 339       | 10,08        |             |             |        |
|                | Rassemblement pour la République   | 10 919       | 8,92         | 9 450       | 10,39       | 4      |
|                | Génération écologie                | 1 501        | 1,23         |             |             |        |
| Droite         | Droite                             | 61 762       | 50,46        | 48 873      | 53,71       | 12     |
|                |                                    |              |              |             |             |        |
| Inscrits       | Inscrits                           | 177 551      | 100,00       | 145 815     | 100,00      |        |
| Abstention     | Abstention                         | 48 439       | 27,28        | 48 074      | 32,97       |        |
| Votants        | Votants                            | 129 112      | 72,72        | 97 741      | 67,03       |        |
| Blancs et nuls | Blancs et nuls                     | 6 713        | 5,20         | 6 763       | 6,92        |        |
| Exprimés       | Exprimés                           | 122 399      | 94,80        | 90 978      | 93,08       |        |

## Résultats par canton

### Canton d'Anizy-le-Château
| Candidats      | Candidats        | Étiquette      | Premier tour | Premier tour | Second tour | Second tour |
| Candidats      | Candidats        | Étiquette      | Voix         | %            | Voix        | %           |
| -------------- | ---------------- | -------------- | ------------ | ------------ | ----------- | ----------- |
|                | Daniel Counot    | PS             | 1 657        | 31,84        | 2 831       | 59,52       |
|                | Josette Cornille | DVD            | 1 413        | 27,15        | 1 925       | 40,48       |
|                | Michel Reb       | PS             | 1 064        | 20,45        | Retrait     | Retrait     |
|                | Denis Cornille   | Verts          | 372          | 7,15         |             |             |
|                | André Demoustier | FN             | 358          | 6,88         |             |             |
|                | Gilles Gastel    | DVD            | 197          | 3,79         |             |             |
|                | Michel Perini    | PCF            | 143          | 2,75         |             |             |
|                |                  |                |              |              |             |             |
| Inscrits       | Inscrits         | Inscrits       | 7 152        | 100,00       | 7 129       | 100,00      |
| Abstention     | Abstention       | Abstention     | 1 775        | 24,82        | 2 152       | 30,19       |
| Votants        | Votants          | Votants        | 5 377        | 75,18        | 4 977       | 69,81       |
| Blancs et nuls | Blancs et nuls   | Blancs et nuls | 173          | 3,22         | 221         | 4,44        |
| Exprimés       | Exprimés         | Exprimés       | 5 204        | 96,78        | 4 756       | 95,56       |

### Canton de Bohain-en-Vermandois
| Candidats      | Candidats       | Étiquette      | Premier tour | Premier tour | Second tour | Second tour |
| Candidats      | Candidats       | Étiquette      | Voix         | %            | Voix        | %           |
| -------------- | --------------- | -------------- | ------------ | ------------ | ----------- | ----------- |
|                | Yvan Rojo*      | EXG            | 2 772        | 35,65        | 4 170       | 54,30       |
|                | Henri Van-Maele | UDF            | 1 762        | 22,66        | 3 509       | 45,70       |
|                | Oscar Millot    | DVD            | 886          | 11,40        |             |             |
|                | Bernard Robert  | RPR            | 593          | 7,63         |             |             |
|                | Paulette Taine  | FN             | 540          | 6,95         |             |             |
|                | Thierry Durez   | Verts          | 455          | 5,85         |             |             |
|                | Bernard Wille   | PS             | 437          | 5,62         |             |             |
|                | Fernand Limpens | UDF            | 330          | 4,24         |             |             |
|                |                 |                |              |              |             |             |
| Inscrits       | Inscrits        | Inscrits       | 10 778       | 100,00       | 10 778      | 100,00      |
| Abstention     | Abstention      | Abstention     | 2 487        | 23,07        | 2 577       | 23,91       |
| Votants        | Votants         | Votants        | 8 291        | 76,93        | 8 201       | 76,09       |
| Blancs et nuls | Blancs et nuls  | Blancs et nuls | 516          | 6,22         | 522         | 6,37        |
| Exprimés       | Exprimés        | Exprimés       | 7 775        | 93,78        | 7 679       | 93,63       |

*sortant

### Canton de Braine
| Candidats      | Candidats          | Étiquette      | Premier tour | Premier tour |
| Candidats      | Candidats          | Étiquette      | Voix         | %            |
| -------------- | ------------------ | -------------- | ------------ | ------------ |
|                | Jacques Pelletier* | PS             | 2 986        | 60,09        |
|                | Michel Bernasconi  | RPR            | 632          | 12,72        |
|                | Gabriel Crapart    | FN             | 578          | 11,63        |
|                | Dominique Zwiller  | Verts          | 401          | 8,07         |
|                | Jean Lemaire       | PCF            | 372          | 7,49         |
|                |                    |                |              |              |
| Inscrits       | Inscrits           | Inscrits       | 7 186        | 100,00       |
| Abstention     | Abstention         | Abstention     | 1 944        | 27,05        |
| Votants        | Votants            | Votants        | 5 242        | 72,95        |
| Blancs et nuls | Blancs et nuls     | Blancs et nuls | 273          | 5,21         |
| Exprimés       | Exprimés           | Exprimés       | 4 969        | 94,79        |

*sortant

### Canton de La Capelle
| Candidats      | Candidats         | Étiquette      | Premier tour | Premier tour |
| Candidats      | Candidats         | Étiquette      | Voix         | %            |
| -------------- | ----------------- | -------------- | ------------ | ------------ |
|                | Louis Hennebelle* | RPR            | 3 008        | 67,81        |
|                | José Meurice      | Verts          | 545          | 12,29        |
|                | Philippe Vieville | FN             | 530          | 11,95        |
|                | Josiane Devin     | PCF            | 353          | 7,96         |
|                |                   |                |              |              |
| Inscrits       | Inscrits          | Inscrits       | 6 487        | 100,00       |
| Abstention     | Abstention        | Abstention     | 1 636        | 25,22        |
| Votants        | Votants           | Votants        | 4 851        | 74,78        |
| Blancs et nuls | Blancs et nuls    | Blancs et nuls | 415          | 8,55         |
| Exprimés       | Exprimés          | Exprimés       | 4 436        | 91,45        |

*sortant

### Canton de Château-Thierry
| Candidats      | Candidats             | Étiquette      | Premier tour | Premier tour | Second tour | Second tour |
| Candidats      | Candidats             | Étiquette      | Voix         | %            | Voix        | %           |
| -------------- | --------------------- | -------------- | ------------ | ------------ | ----------- | ----------- |
|                | Jacques Krabal        | PS             | 4 298        | 34,56        | 6 003       | 51,59       |
|                | Claude Maingon*       | UDF            | 4 217        | 33,91        | 5 632       | 48,41       |
|                | Colette Fecci-Pinatel | FN             | 1 469        | 11,81        |             |             |
|                | Marcel Mercier        | PCF            | 1 274        | 10,24        |             |             |
|                | Marie-Hervé Rey       | Verts          | 626          | 5,03         |             |             |
|                | Dominique Jouniaux    | GE             | 553          | 4,45         |             |             |
|                |                       |                |              |              |             |             |
| Inscrits       | Inscrits              | Inscrits       | 18 513       | 100,00       | 18 513      | 100,00      |
| Abstention     | Abstention            | Abstention     | 5 512        | 29,77        | 6 256       | 33,79       |
| Votants        | Votants               | Votants        | 13 001       | 70,23        | 12 257      | 66,21       |
| Blancs et nuls | Blancs et nuls        | Blancs et nuls | 564          | 4,34         | 622         | 5,07        |
| Exprimés       | Exprimés              | Exprimés       | 12 437       | 95,66        | 11 635      | 94,93       |

*sortant

### Canton de Chauny
| Candidats      | Candidats              | Étiquette      | Premier tour | Premier tour | Second tour | Second tour |
| Candidats      | Candidats              | Étiquette      | Voix         | %            | Voix        | %           |
| -------------- | ---------------------- | -------------- | ------------ | ------------ | ----------- | ----------- |
|                | Yves Brinon*           | UDF            | 4 022        | 37,32        | 5 578       | 61,07       |
|                | Jean-Luc Lanouilh      | PCF            | 1 353        | 12,56        | 3 556       | 38,93       |
|                | Michel Dubar           | PS             | 1 293        | 12,00        |             |             |
|                | Jean-Yves Tetar        | FN             | 1 181        | 10,96        |             |             |
|                | Jean-Pierre Liefhooche | PS             | 1 037        | 9,62         |             |             |
|                | Bernard Gerin          | Verts          | 955          | 8,86         |             |             |
|                | Patrick Vallas         | DVD            | 505          | 4,69         |             |             |
|                | Jean-Pierre Roux       | EXG            | 430          | 3,99         |             |             |
|                |                        |                |              |              |             |             |
| Inscrits       | Inscrits               | Inscrits       | 16 624       | 100,00       | 16 623      | 100,00      |
| Abstention     | Abstention             | Abstention     | 5 289        | 31,82        | 6 620       | 39,82       |
| Votants        | Votants                | Votants        | 11 335       | 68,18        | 10 003      | 60,18       |
| Blancs et nuls | Blancs et nuls         | Blancs et nuls | 559          | 4,93         | 869         | 8,69        |
| Exprimés       | Exprimés               | Exprimés       | 10 776       | 95,07        | 9 134       | 91,31       |

*sortant

### Canton de Craonne
| Candidats      | Candidats         | Étiquette      | Premier tour | Premier tour | Second tour | Second tour |
| Candidats      | Candidats         | Étiquette      | Voix         | %            | Voix        | %           |
| -------------- | ----------------- | -------------- | ------------ | ------------ | ----------- | ----------- |
|                | Pierrette Curtil* | PS             | 751          | 26,73        | 1 420       | 53,85       |
|                | Daniel Bick       | UDF            | 676          | 24,06        | 1 217       | 46,15       |
|                | Bernard Tronel    | DVD            | 382          | 13,59        | Retrait     | Retrait     |
|                | Gerard Racinne    | PCF            | 303          | 10,78        |             |             |
|                | Victor Galet      | DVD            | 272          | 9,68         |             |             |
|                | Anne Lagoutte     | Verts          | 146          | 5,20         |             |             |
|                | Jean Madranges    | FN             | 163          | 5,80         |             |             |
|                | Daniel Desreumaux | DVD            | 62           | 2,21         |             |             |
|                | Regis Renard      | EXG            | 55           | 1,96         |             |             |
|                |                   |                |              |              |             |             |
| Inscrits       | Inscrits          | Inscrits       | 3 714        | 100,00       | 3 712       | 100,00      |
| Abstention     | Abstention        | Abstention     | 789          | 21,24        | 902         | 24,30       |
| Votants        | Votants           | Votants        | 2 925        | 78,76        | 2 810       | 75,70       |
| Blancs et nuls | Blancs et nuls    | Blancs et nuls | 115          | 3,93         | 173         | 6,16        |
| Exprimés       | Exprimés          | Exprimés       | 2 810        | 96,07        | 2 637       | 93,84       |

*sortant

### Canton de Fère-en-Tardenois
| Candidats      | Candidats        | Étiquette      | Premier tour | Premier tour | Second tour | Second tour |
| Candidats      | Candidats        | Étiquette      | Voix         | %            | Voix        | %           |
| -------------- | ---------------- | -------------- | ------------ | ------------ | ----------- | ----------- |
|                | Jacques Hurmane* | EXG            | 1 577        | 36,68        | 2 268       | 55,99       |
|                | Michel Susgin    | DVD            | 1 276        | 29,68        | 1 783       | 44,01       |
|                | Nadine Roucelle  | FN             | 580          | 13,49        |             |             |
|                | Alain Jacquemet  | PS             | 479          | 11,14        |             |             |
|                | Gilles Dupont    | Verts          | 387          | 9,00         |             |             |
|                |                  |                |              |              |             |             |
| Inscrits       | Inscrits         | Inscrits       | 6 259        | 100,00       | 6 259       | 100,00      |
| Abstention     | Abstention       | Abstention     | 1 731        | 27,66        | 1 955       | 31,24       |
| Votants        | Votants          | Votants        | 4 528        | 72,34        | 4 304       | 68,76       |
| Blancs et nuls | Blancs et nuls   | Blancs et nuls | 229          | 5,06         | 253         | 5,88        |
| Exprimés       | Exprimés         | Exprimés       | 4 299        | 94,94        | 4 051       | 94,12       |

*sortant

### Canton de Laon-Nord
| Candidats      | Candidats        | Étiquette      | Premier tour | Premier tour | Second tour | Second tour |
| Candidats      | Candidats        | Étiquette      | Voix         | %            | Voix        | %           |
| -------------- | ---------------- | -------------- | ------------ | ------------ | ----------- | ----------- |
|                | Yvon Berthou     | UDF            | 2 442        | 37,77        | 3 227       | 53,79       |
|                | Madeleine Cazin* | PS             | 1 832        | 28,33        | 2 772       | 46,21       |
|                | Jacques Samyn    | Verts          | 780          | 12,06        |             |             |
|                | Michel Saleck    | FN             | 736          | 11,38        |             |             |
|                | Karim Lakjaa     | PCF            | 400          | 6,19         |             |             |
|                | Marc Marissal    | EXG            | 276          | 4,27         |             |             |
|                |                  |                |              |              |             |             |
| Inscrits       | Inscrits         | Inscrits       | 9 834        | 100,00       | 9 834       | 100,00      |
| Abstention     | Abstention       | Abstention     | 3 010        | 30,61        | 3 463       | 35,18       |
| Votants        | Votants          | Votants        | 6 824        | 69,39        | 6 381       | 64,82       |
| Blancs et nuls | Blancs et nuls   | Blancs et nuls | 358          | 5,25         | 382         | 5,99        |
| Exprimés       | Exprimés         | Exprimés       | 6 466        | 94,75        | 5 999       | 94,01       |

*sortant

### Canton de Marle
| Candidats      | Candidats          | Étiquette      | Premier tour | Premier tour |
| Candidats      | Candidats          | Étiquette      | Voix         | %            |
| -------------- | ------------------ | -------------- | ------------ | ------------ |
|                | Yves Daudigny*     | PS             | 2 215        | 51,36        |
|                | Georges Carpentier | DVD            | 1 235        | 28,63        |
|                | Patrick Besse      | EXG            | 324          | 7,51         |
|                | Gilbert Samyn      | Verts          | 295          | 6,84         |
|                | Michel Brault      | FN             | 244          | 5,66         |
|                |                    |                |              |              |
| Inscrits       | Inscrits           | Inscrits       | 5 675        | 100,00       |
| Abstention     | Abstention         | Abstention     | 1 139        | 20,07        |
| Votants        | Votants            | Votants        | 4 536        | 79,93        |
| Blancs et nuls | Blancs et nuls     | Blancs et nuls | 223          | 4,92         |
| Exprimés       | Exprimés           | Exprimés       | 4 313        | 95,08        |

*sortant

### Canton de Neufchâtel-sur-Aisne
| Candidats      | Candidats        | Étiquette      | Premier tour | Premier tour |
| Candidats      | Candidats        | Étiquette      | Voix         | %            |
| -------------- | ---------------- | -------------- | ------------ | ------------ |
|                | Jean Thouraud*   | DVD            | 2 415        | 54,92        |
|                | Guy Macadre      | PS             | 881          | 20,04        |
|                | Pierre-Jean Paul | Verts          | 520          | 11,83        |
|                | Yvonne Feger     | FN             | 318          | 7,23         |
|                | Raymond Pommeron | PCF            | 263          | 5,98         |
|                |                  |                |              |              |
| Inscrits       | Inscrits         | Inscrits       | 6 097        | 100,00       |
| Abstention     | Abstention       | Abstention     | 1 547        | 25,37        |
| Votants        | Votants          | Votants        | 4 550        | 74,63        |
| Blancs et nuls | Blancs et nuls   | Blancs et nuls | 153          | 3,36         |
| Exprimés       | Exprimés         | Exprimés       | 4 397        | 96,64        |

*sortant

### Canton du Nouvion-en-Thiérache
| Candidats      | Candidats          | Étiquette      | Premier tour | Premier tour | Second tour | Second tour |
| Candidats      | Candidats          | Étiquette      | Voix         | %            | Voix        | %           |
| -------------- | ------------------ | -------------- | ------------ | ------------ | ----------- | ----------- |
|                | Guy Vérin*         | UDF            | 1 500        | 40,04        | 1 885       | 53,69       |
|                | Yvette Dumant      | PS             | 1 096        | 29,26        | 1 626       | 46,31       |
|                | Claude Peronne     | PS             | 399          | 10,65        |             |             |
|                | Jacques Lelong     | FN             | 264          | 7,05         |             |             |
|                | Bernard Ometak     | Verts          | 270          | 7,21         |             |             |
|                | Jean-Marie Colinet | PCF            | 111          | 2,96         |             |             |
|                | Claude Leruste     | DVD            | 106          | 2,83         |             |             |
|                |                    |                |              |              |             |             |
| Inscrits       | Inscrits           | Inscrits       | 5 130        | 100,00       | 5 129       | 100,00      |
| Abstention     | Abstention         | Abstention     | 1 192        | 23,24        | 1 370       | 26,71       |
| Votants        | Votants            | Votants        | 3 938        | 76,76        | 3 759       | 73,29       |
| Blancs et nuls | Blancs et nuls     | Blancs et nuls | 192          | 4,88         | 248         | 6,60        |
| Exprimés       | Exprimés           | Exprimés       | 3 746        | 95,12        | 3 511       | 93,40       |

*sortant

### Canton de Ribemont
| Candidats      | Candidats          | Étiquette      | Premier tour | Premier tour | Second tour | Second tour |
| Candidats      | Candidats          | Étiquette      | Voix         | %            | Voix        | %           |
| -------------- | ------------------ | -------------- | ------------ | ------------ | ----------- | ----------- |
|                | Lucien Bochard*    | UDF            | 2 286        | 47,99        | 2 937       | 64,38       |
|                | Pierre Collet      | PS             | 1 152        | 24,19        | 1 625       | 35,62       |
|                | André Dehent       | PCF            | 496          | 10,41        |             |             |
|                | Alain Leger        | FN             | 352          | 7,39         |             |             |
|                | Yves Nottelet      | Verts          | 350          | 7,35         |             |             |
|                | Micheline Maudiere | DVD            | 127          | 2,67         |             |             |
|                |                    |                |              |              |             |             |
| Inscrits       | Inscrits           | Inscrits       | 6 592        | 100,00       | 6 592       | 100,00      |
| Abstention     | Abstention         | Abstention     | 1 557        | 23,62        | 1 740       | 26,40       |
| Votants        | Votants            | Votants        | 5 035        | 76,38        | 4 852       | 73,60       |
| Blancs et nuls | Blancs et nuls     | Blancs et nuls | 272          | 5,40         | 290         | 5,98        |
| Exprimés       | Exprimés           | Exprimés       | 4 763        | 94,60        | 4 562       | 94,02       |

*sortant

### Canton de Sains-Richaumont
| Candidats      | Candidats             | Étiquette      | Premier tour | Premier tour | Second tour | Second tour |
| Candidats      | Candidats             | Étiquette      | Voix         | %            | Voix        | %           |
| -------------- | --------------------- | -------------- | ------------ | ------------ | ----------- | ----------- |
|                | Pierre Bry*           | RPR            | 1 133        | 41,95        | 1 421       | 52,88       |
|                | René-Pierre Breton    | PS             | 674          | 24,95        | 1 266       | 47,12       |
|                | Andre Compere         | PS             | 241          | 8,92         |             |             |
|                | René Favereaux        | PS             | 201          | 7,44         |             |             |
|                | Alain Parbeau         | FN             | 177          | 6,55         |             |             |
|                | Edith Delhaie-Mandron | Verts          | 150          | 5,55         |             |             |
|                | Eliane Leverbe        | PCF            | 125          | 4,63         |             |             |
|                |                       |                |              |              |             |             |
| Inscrits       | Inscrits              | Inscrits       | 3 502        | 100,00       | 3 501       | 100,00      |
| Abstention     | Abstention            | Abstention     | 655          | 18,70        | 714         | 20,39       |
| Votants        | Votants               | Votants        | 2 847        | 81,30        | 2 787       | 79,61       |
| Blancs et nuls | Blancs et nuls        | Blancs et nuls | 146          | 5,13         | 100         | 3,59        |
| Exprimés       | Exprimés              | Exprimés       | 2 701        | 94,87        | 2 687       | 96,41       |

*sortant

### Canton de Saint-Quentin-Centre
| Candidats      | Candidats             | Étiquette      | Premier tour | Premier tour | Second tour | Second tour |
| Candidats      | Candidats             | Étiquette      | Voix         | %            | Voix        | %           |
| -------------- | --------------------- | -------------- | ------------ | ------------ | ----------- | ----------- |
|                | Maxime Henoque*       | DVD            | 2 685        | 32,40        | 4 427       | 62,48       |
|                | Yves Mennesson        | PS             | 1 174        | 14,17        | 2 659       | 37,52       |
|                | Yves Journel          | PS             | 1 084        | 13,08        |             |             |
|                | Jacques Parbeau       | FN             | 1 035        | 12,49        |             |             |
|                | Dino Ronco            | PCF            | 945          | 11,40        |             |             |
|                | Yannick Lejeune       | Verts          | 816          | 9,85         |             |             |
|                | Lucienne Huguet-Feron | DVD            | 346          | 4,17         |             |             |
|                | Patrice Thetier       | EXG            | 203          | 2,45         |             |             |
|                |                       |                |              |              |             |             |
| Inscrits       | Inscrits              | Inscrits       | 13 423       | 100,00       | 13 423      | 100,00      |
| Abstention     | Abstention            | Abstention     | 4 639        | 34,56        | 5 600       | 41,72       |
| Votants        | Votants               | Votants        | 8 784        | 65,44        | 7 823       | 58,28       |
| Blancs et nuls | Blancs et nuls        | Blancs et nuls | 496          | 5,65         | 737         | 9,42        |
| Exprimés       | Exprimés              | Exprimés       | 8 288        | 94,35        | 7 086       | 90,58       |

*sortant

### Canton de Saint-Quentin-Nord
| Candidats      | Candidats                  | Étiquette      | Premier tour | Premier tour | Second tour | Second tour |
| Candidats      | Candidats                  | Étiquette      | Voix         | %            | Voix        | %           |
| -------------- | -------------------------- | -------------- | ------------ | ------------ | ----------- | ----------- |
|                | Jacques Braconnier*        | RPR            | 3 242        | 31,21        | 5 045       | 56,09       |
|                | Henri Bailleul             | PS             | 1 526        | 14,69        | 3 949       | 43,91       |
|                | Francois Piquet            | FN             | 1 325        | 12,76        |             |             |
|                | Alain Richet               | Verts          | 1 081        | 10,41        |             |             |
|                | Michel Nowak               | PCF            | 1 078        | 10,38        |             |             |
|                | Patrick Basuyaux           | UDF            | 777          | 7,48         |             |             |
|                | Jean-Robert Boutreux       | GE             | 611          | 5,88         |             |             |
|                | Jean-Marie Hurier-Joncourt | DVD            | 353          | 3,40         |             |             |
|                | Bernard Roger              | EXG            | 198          | 1,91         |             |             |
|                | Marcel Poulet              | EXG            | 196          | 1,89         |             |             |
|                |                            |                |              |              |             |             |
| Inscrits       | Inscrits                   | Inscrits       | 16 546       | 100,00       | 16 546      | 100,00      |
| Abstention     | Abstention                 | Abstention     | 5 399        | 32,63        | 6 489       | 39,22       |
| Votants        | Votants                    | Votants        | 11 147       | 67,37        | 10 057      | 60,78       |
| Blancs et nuls | Blancs et nuls             | Blancs et nuls | 760          | 6,82         | 1 063       | 10,57       |
| Exprimés       | Exprimés                   | Exprimés       | 10 387       | 93,18        | 8 994       | 89,43       |

*sortant

### Canton de Sissonne
| Candidats      | Candidats          | Étiquette      | Premier tour | Premier tour | Second tour | Second tour |
| Candidats      | Candidats          | Étiquette      | Voix         | %            | Voix        | %           |
| -------------- | ------------------ | -------------- | ------------ | ------------ | ----------- | ----------- |
|                | Marcel Blanchard   | DVD            | 1 576        | 30,71        | 2 640       | 57,24       |
|                | François Lesein*   | PS             | 1 330        | 25,92        | 1 972       | 42,76       |
|                | Pierre-Marie Lebee | PS             | 1 069        | 20,83        | Retrait     | Retrait     |
|                | Catherine Arribas  | Verts          | 510          | 9,94         |             |             |
|                | Didier Thevenin    | FN             | 440          | 8,57         |             |             |
|                | Pierre Leverbe     | PCF            | 207          | 4,03         |             |             |
|                |                    |                |              |              |             |             |
| Inscrits       | Inscrits           | Inscrits       | 7 388        | 100,00       | 7 385       | 100,00      |
| Abstention     | Abstention         | Abstention     | 1 924        | 26,04        | 2 289       | 31,00       |
| Votants        | Votants            | Votants        | 5 464        | 73,96        | 5 096       | 69,00       |
| Blancs et nuls | Blancs et nuls     | Blancs et nuls | 332          | 6,08         | 484         | 9,50        |
| Exprimés       | Exprimés           | Exprimés       | 5 132        | 93,92        | 4 612       | 90,50       |

*sortant

### Canton de Vailly-sur-Aisne
| Candidats      | Candidats            | Étiquette      | Premier tour | Premier tour | Second tour | Second tour |
| Candidats      | Candidats            | Étiquette      | Voix         | %            | Voix        | %           |
| -------------- | -------------------- | -------------- | ------------ | ------------ | ----------- | ----------- |
|                | Annick Venet*        | DVD            | 2 197        | 47,84        | 2 656       | 65,56       |
|                | Patrick Perignon     | PS             | 865          | 18,84        | 1 395       | 34,44       |
|                | Fabrice Dufour       | FN             | 644          | 14,02        |             |             |
|                | Jean-Pierre Dequaire | Verts          | 493          | 10,74        |             |             |
|                | Michèle Tassin       | PCF            | 393          | 8,56         |             |             |
|                |                      |                |              |              |             |             |
| Inscrits       | Inscrits             | Inscrits       | 6 547        | 100,00       | 6 535       | 100,00      |
| Abstention     | Abstention           | Abstention     | 1 733        | 26,47        | 2 175       | 33,28       |
| Votants        | Votants              | Votants        | 4 814        | 73,53        | 4 360       | 66,72       |
| Blancs et nuls | Blancs et nuls       | Blancs et nuls | 222          | 4,61         | 309         | 7,09        |
| Exprimés       | Exprimés             | Exprimés       | 4 592        | 95,39        | 4 051       | 92,91       |

*sortant

### Canton de Vermand
| Candidats      | Candidats            | Étiquette      | Premier tour | Premier tour | Second tour | Second tour |
| Candidats      | Candidats            | Étiquette      | Voix         | %            | Voix        | %           |
| -------------- | -------------------- | -------------- | ------------ | ------------ | ----------- | ----------- |
|                | Jacques Delaplace*   | RPR            | 2 311        | 46,19        | 2 984       | 67,25       |
|                | Charles Trocme       | PCF            | 830          | 16,59        | 1 453       | 32,75       |
|                | Marcel Lelong        | FN             | 554          | 11,07        |             |             |
|                | Jean-Pierre Lancon   | PS             | 453          | 9,05         |             |             |
|                | Jean-Marie Debureaux | GE             | 337          | 6,74         |             |             |
|                | Alain Colpin         | Verts          | 303          | 6,06         |             |             |
|                | Beatrice de Moustier | DVD            | 215          | 4,30         |             |             |
|                |                      |                |              |              |             |             |
| Inscrits       | Inscrits             | Inscrits       | 6 849        | 100,00       | 6 845       | 100,00      |
| Abstention     | Abstention           | Abstention     | 1 574        | 22,98        | 2 045       | 29,88       |
| Votants        | Votants              | Votants        | 5 275        | 77,02        | 4 800       | 70,12       |
| Blancs et nuls | Blancs et nuls       | Blancs et nuls | 272          | 5,16         | 363         | 7,56        |
| Exprimés       | Exprimés             | Exprimés       | 5 003        | 94,84        | 4 437       | 92,44       |

*sortant

### Canton de Vervins
| Candidats      | Candidats              | Étiquette      | Premier tour | Premier tour |
| Candidats      | Candidats              | Étiquette      | Voix         | %            |
| -------------- | ---------------------- | -------------- | ------------ | ------------ |
|                | Jean-Pierre Balligand* | PS             | 2 598        | 56,75        |
|                | Jacques Delteil        | DVD            | 1097         | 23,96        |
|                | Alain Lecocq           | FN             | 433          | 9,46         |
|                | Claudine Combes-Crespo | Verts          | 234          | 5,11         |
|                | José Gérard            | PCF            | 216          | 4,72         |
|                |                        |                |              |              |
| Inscrits       | Inscrits               | Inscrits       | 6 254        | 100,00       |
| Abstention     | Abstention             | Abstention     | 1 429        | 22,85        |
| Votants        | Votants                | Votants        | 4 825        | 77,15        |
| Blancs et nuls | Blancs et nuls         | Blancs et nuls | 247          | 5,12         |
| Exprimés       | Exprimés               | Exprimés       | 4 578        | 94,88        |

*sortant

### Canton de Vic-sur-Aisne
| Candidats      | Candidats          | Étiquette      | Premier tour | Premier tour | Second tour | Second tour |
| Candidats      | Candidats          | Étiquette      | Voix         | %            | Voix        | %           |
| -------------- | ------------------ | -------------- | ------------ | ------------ | ----------- | ----------- |
|                | Pierre Day*        | PS             | 2 229        | 41,84        | 2 511       | 48,79       |
|                | Jean-Pascal Berson | DVD            | 1 646        | 30,90        | 2 007       | 38,99       |
|                | Thierry Sanchez    | Verts          | 738          | 13,85        | 629         | 12,22       |
|                | Franck Briffaut    | FN             | 418          | 7,85         |             |             |
|                | Patrick Dumetz     | PCF            | 296          | 5,56         |             |             |
|                |                    |                |              |              |             |             |
| Inscrits       | Inscrits           | Inscrits       | 7 001        | 100,00       | 7 001       | 100,00      |
| Abstention     | Abstention         | Abstention     | 1 478        | 21,11        | 1 727       | 24,67       |
| Votants        | Votants            | Votants        | 5 523        | 78,89        | 5 274       | 75,33       |
| Blancs et nuls | Blancs et nuls     | Blancs et nuls | 196          | 3,55         | 127         | 2,41        |
| Exprimés       | Exprimés           | Exprimés       | 5 327        | 96,45        | 5 147       | 97,59       |

*sortant